# 回転 (スキー)

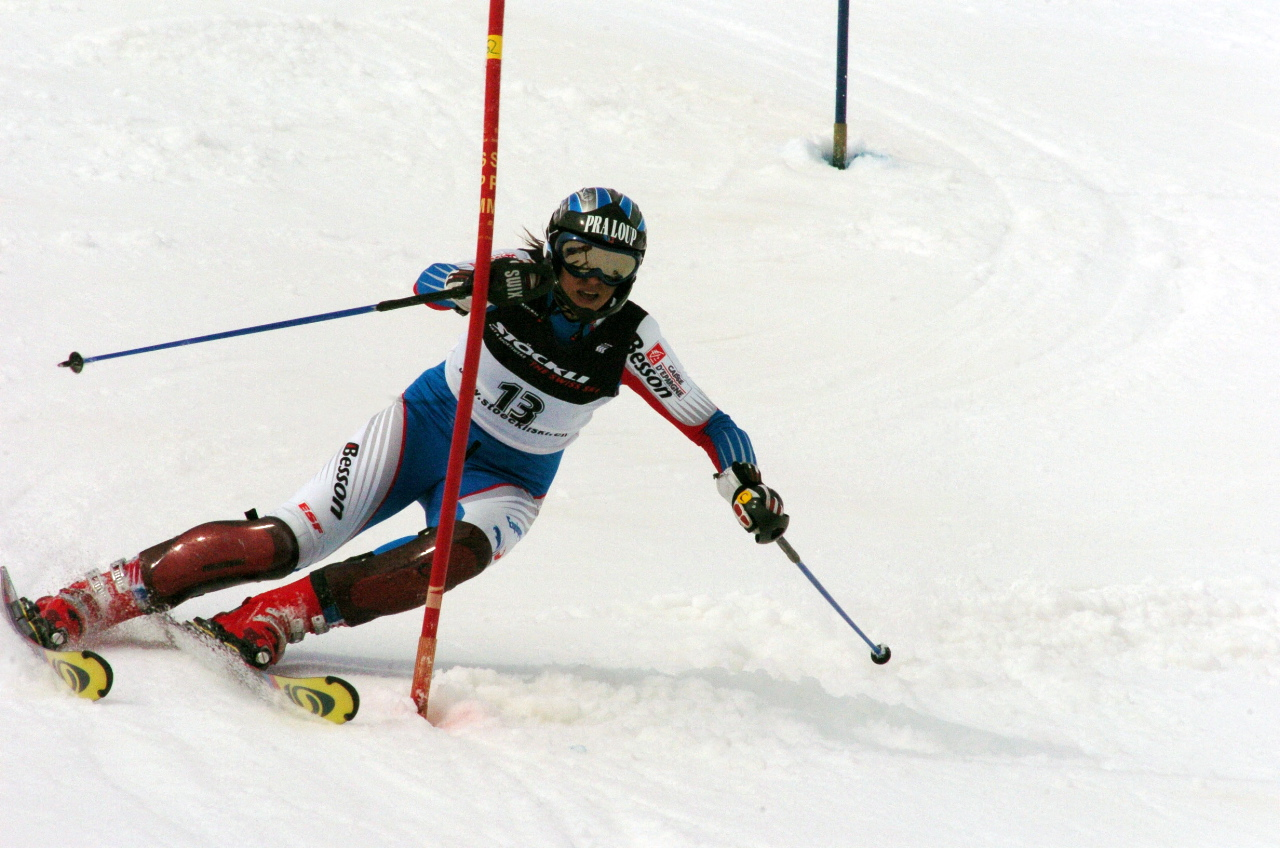
旗門を通過する選手

回転（かいてん）は、スキー競技またはスノーボード競技のアルペン種目の1つである。スラローム(英語: slalom /ˈslɑ:ləm/)と呼ばれたり、SLと略される。バイク・車などに使われるスラロームと同じでジグザグの意味である。ここでは、スキー競技の回転について解説する。

## 特徴
回転はアルペンスキー種目の中でも最も旗門の間隔が狭い種目である。それだけに素早く正確なターン技術が要求されるため、滑降（ダウンヒル/Downhill）・スーパー大回転（スーパージャイアントスラローム/Super Giant Slalom, Super G）の「高速系・スピード系種目」に対して、回転と大回転（ジャイアントスラローム/Giant Slalom）は「技術系種目」と呼ばれる。
コースや用具の革新によって、技術が目まぐるしく変化してきた種目でもある。旗門に使われるスラロームポール（後述）が従来からのリジッドポール（屈曲しないポール）からフレックスポール（屈曲するポール、可倒式ポールとも）に変化した事と、使われるスキー板にカービングスキーが導入された事で、現在の選手の滑走技術は「いかに『ターニングポール（ターン内側のポール）』に近付いて最も短距離に滑走し、かつタイムを短縮するか」という方向性を極めようとしている。しかし、それによってスキー板がターニングポールに極めて近い場所を通るため、世界のトップ選手ですら旗門不通過を起こす確率が高い。

## コース
コースの設定や設備は規定により、それぞれ次の通りとなっている。

### 設備
アルペン競技で旗門に使われるポールは「スラロームポール」と称されていて、「リジッドポール（屈曲しないポール）」と「フレックスポール（屈曲するポール、可倒式ポールとも）」の2種類があり、この名称はFISにて定義されている。
初期のスラロームポールは細い竹にプラスチックコーティングしたものが使われ、その後プラスチック製のスラロームポールが導入される。当初の物はただ硬くて雪面に差し込むだけのリジッドポールであり、選手がターニングポール（ターン内側のポール）に当たると雪面から抜けてしまうことが当たり前であり、ポール自体も硬いために選手がケガをするケースもあった。そのため80年代半ば頃に、構造がネジ部分とポール本体の間がスプリングで出来ていて、ポール自体も柔軟性に富んだフレックスポール（可倒式ポールとも）が登場した。
過去の規程で、リジッドポールについては破片にならない素材である事が定められ、プラスチック以外にも古くからの素材である竹（プラスチックコーティング済み）の使用を認めていた。またその規程において、リジッドポールの長さは雪中に差し込んだ時に雪面から1.8m出る長さと定められ、その関係で雪面に挿す部分の長さは30cm取られている事が多かった。
現在のスラロームポールは、ICR 2021年12月版中で FIS 規格によってフレックスポールの構造や機能などに関する規定 (仕様) が定められていて、リジッドポールもそれに倣ってフレックスポールと同じ素材・寸法となるよう定められている。

### 旗門設定
標高差
- オリンピック・世界スキー選手権・ワールドカップ

男子180m - 220m、女子140m - 220m
- 通常のFIS競技会（下記以外）

男子140m - 220m、女子120m - 200m
- ユースコース

U16 - 14（男女とも）100m - 160m、日本国内ではK1（男女とも）100m - 140m、K2（男女とも）100m - 160m
- エントリーリーグ（ENL）

男子80m - 140m、女子80m - 120m、ただし3本のレースとする場合は男女とも最低50m
旗門

旗門設定は、斜面方向に対して直角に立てられるホリゾンタルゲート（Horizontal Gate）、斜面方向に対して平行に立てられるディレイゲート（Delay Gate）、減速を目的とした旗門間隔が非常に狭いコンビネーション（Combination）があり、コンビネーションはホリゾンタルゲートとディレイゲートを交互に組み合わせたディレイゲートコンビーネーション（Delay Gate Combination）と、ホリゾンタルゲートを直線上に連続して配置したバーティカルコンビネーション（Vertical Combination）がある。これらの旗門が複雑なリズム変化や斜面変化の中に、【アルペン】日本語版ICR 2021年12月版 (PDF) 803「回転（Slalom）・コースセッティング」での定めによって立てられており、その上で設定されたコースの各ゲート（旗門）を正確なターンテクニックで滑走してタイムを競う。
規則上、スラロームポールは赤と青に着色し、ターニングポールは全てフレックスポールでなければならないと定めている。その中でU16 - 14においては「軽量なフレックススラロームポール (25〜28.9mm) が使用されるべきである」としている。
旗門の幅は4m - 6mとしていて。旗門同士の間隔は、ターニングポールの配置を縦方向と横方向を組み合わせたコンビネーションした場合の間隔は6m - 13m（例外としてU16 - 14は7m - 11m）とし、縦配置のターニングポールを必ず直線配置として、バーティカルコンビネーションの時は隣接したターニングポール同士の間隔を0.75m - 1mとしている。旗門間同士の配置が離れているディレイドゲートの場合はターニングポール間隔を12m - 18m（例外としてU16 - 14は15m）としている。
旗門数・方向転換数は競技によって決められ、方向転換数を次の計算式（小数点以下は切り下げか繰り上げ）によって定めている。
- オリンピック・世界スキー選手権・ワールドカップ

標高差の30 - 35% +/-3
- U16 - 14

標高差の32 - 38% +/-3
ただし、特殊地形のために方向転換回数を満たせない場合の例外として、ホモロゲーション（承認）に免除が認められている。
旗門配置をコンビネーション（ヘアピンやバーティカルコンビネーション）とする場合は全てフレックスポールとなる。ディレイゲートとなるアウトサイドポール（ターニングポールと対をなす外側の旗門）についてはリジッドポールでも良いが、近年ではこの場合、アウトサイドポールを仮想として設置しなくても良いと定められている。また、旗門の設置場所に必ずカラーペイントのマーキングを行い、全競技中は最後まで消えないようにすると定めている。ただし、アウトサイドポールを立てない場合はその仮想ポイントにマーキングが施される事もある。
カラーペイントのマーキングについては、滑降・スーパー大回転ではルール上、両側の旗門を結んで方向を示すが、回転・大回転では通常は行わない。しかし最近のオリンピックやパラリンピックなどにおいては、旗門設置箇所のマーキングを基本として、ターニングポールの前後に長さ1 - 数m程のラインが施される事がある。なお、ルール上では「旗門線」と呼ばれる旗門のターニングポールとアウトサイドポール（立てずに仮想とする場合を含む）をつないだ仮想上の直線上、つまり完全なポールとポールの間を両方のスキー先端及び両足が通過すれば良いので、このマーキングラインはあくまでも踏み越すとコースアウト（旗門不通過）となる目安である。
通常は別々の斜面に2本のコースを設け競技する。2本とも同じゲレンデを使う事が出来るが、その場合は斜面の幅が40m以上ある上で旗門設定を変えなければならない。通常は2回滑走し、その合計時間で順位が決定する。
旗門設置の例外として、FISレベルの競技会を行う場合のみにおいてシングルポールスラロームと呼ばれる、アウトサイドポールを設置しない旗門設定を行う競技会が行われる事があり、この場合はFISによるシングルポールスラローム競技の規則を適用の上で、アウトサイドポールを仮想とした上で回転競技の全てのルールを適用している。

### 競技の続行の可否
アルペン競技全種目に共通したルールとして、旗門不通過となった場合、そのまま競技を続けてしまった場合は失格となる。ただし回転競技のみにおいて、旗門不通過に気付いて次の旗門に至る前に、次の競技者の邪魔とならない、あるいは次の競技者に抜かれる事がない範囲で不通過となった旗門線まで登り返して再通過し、競技を続行する事は認められている。このルールは、転倒するなどして競技者がコース上で止まった場合にも適用される。ただし、それを行っても良成績とならない場合が多いため、競技者が競技を続行するケースは少ない。
競技中に片方のスキーが外れた場合であっても、外れずに残った片方のスキー先端と両脚が旗門線を通過し、ターニングポールを跨ぐといった旗門不通過とならない限りは正しい通過と認められるため、ジュリーにより故意では無いと判断した場合、ルール上では片足のままでの競技続行は認められている。ただし、上記と同様にこのケースも少ない。

## 用具・装備

### スキー板
スキー板は従来2m近くの長さのものが使用されていたが、カービングスキーの登場によって、一時は選手の身長以下に短くなった事もある。現在のスキーの長さはカテゴリーによって定められ、FIS区分（大学3年及び早生まれ大学4年）以上・FIS区分U21（高校3年 - 大学3年早生まれ）・FIS区分U18（高校1年 - 高校3年早生まれ）では男子165cm以上・女子155cm以上、FIS区分U16（中学2年 - 高校1年早生まれ）・FIS区分U14（小学6年 - 中学2年早生まれ）では性別を問わず130cm以上となっている。またSAJ及び国体における年齢（学年）別カテゴリーも定められている。

### ストック
80年代半ば頃よりフレックスポールが使われるようになってから滑走技術が大きく変化し、「逆手（さかて・ぎゃくて）」と呼ばれる、上半身がポールの内側に大きく入るようにして、ターン外側の手でポールを倒していく技術が一般化している。なお状況によって、従来からの「順手（じゅんて）」と呼ばれるスキーヤーのターン内側の手や、時に両手でポールを倒す事もある。この技術のために選手はストックのグリップ（手の部分）にプロテクターを付ける。ストックのグリップ部分のプロテクターは「ナックルガード」とも呼ばれる。
ストックは、高速系競技の滑降（ダウンヒル/Downhill）・スーパー大回転（スーパージャイアントスラローム/Super Giant Slalom, Super G）に使われるような、滑走者がクローチング姿勢を取りやすいようにシャフトが体型に合わせて屈曲しているのに対し、回転ではクローチング姿勢を取る事がほぼ無い事や、前述のフレックスポールを倒す技術においてストック自体がプロテクターとしての役割をするためにそのような加工は無く、真っ直ぐなシャフトが使われる。

### ヘルメット・プロテクター
使用するヘルメットについてはFISで定められた規格のヘルメットが存在し、SAJでヘルメット着用を勧めている事から、これまでにおいても大多数の選手がヘルメットを着用していたが、現在はFIS主催の競技については全て着用義務があり、SAJ主催の競技については特別規定により着用は推奨となっている。ただし前述した安全面の認知、FISやSAJの主催を含めた各種競技会に参加するケース、各種競技会での規則がFIS及びSAJのものに準じる場合などもあって、FIS及びSAJ以外の主催競技会であってもヘルメットの着用率は高い。
競技で使用するヘルメットにはチンガード（パイプ・プレート・フレームなどがアゴの前部分に配置された形状となったガード）が付属されているものがよく使われている。これは稀にではあるが、フレックスポールを弾く逆手や順手などのストックワークが追い付かない時に弾き損ねたポールが顔面に向かってくる事があるので、ヘルメットのチンガードによって顔面をポールから保護するという目的がある。
コースの旗門にフレックスポールが使われるようになると、回転の選手は滑走中のタイム短縮のためにかなりターニングポールに近付く傾向となり、ポールの体への衝突箇所も増えてきたため、現在は最初からフレックスポールに当たっていく事を前提に、腕・足・体正面部分など体の各所にプロテクターを使用するのが一般的である。なお、プロテクターの制限は特に設けられていない。

## 選手
日本では、冬季五輪で1956年に猪谷千春が銀メダルを獲得し日本人として初の冬季五輪メダリストとなったほか、2006年に皆川賢太郎が4位、湯浅直樹が7位に入賞している。また、海和俊宏、岡部哲也、木村公宣、皆川賢太郎、佐々木明、湯浅直樹、の6人の世界最高峰のW杯での第1シード選手がいる。